# Jajah
Jajah [ˈdʒɒ.dʒɑː] war ein von den Österreichern Roman Scharf und Daniel Mattes 2005 gegründeter IP-Telefonie-Provider für webbasierte Telefonie. Der Service wurde am 31. Januar 2014 eingestellt.

## Geschäftsmodell
Nach der Unternehmensgründung wurde Mitte 2005 zunächst eine proprietäre VoIP-Softphone-Lösung nach dem Vorbild von Skype implementiert.
Im Herbst 2005 wurde das Geschäftsmodell auf eine sogenannte webbasierte, webaktivierte oder browserbasierte VoIP-Lösung abgeändert, in deren Zentrum die Gesprächszuführung und -terminierung über bestehende Festnetzanschlüsse und Mobilfunkanschlüsse auf Callback-Basis steht. Nur die Rufnummerneingabe und Benutzerkonten-/Telefonnummernverwaltung erfolgt online mittels Webbrowser über eine Internetverbindung – bezüglich der Gesprächsvermittlung wird lediglich die Weitverkehrsvermittlung der Telefongespräche über VoIP-Technologie realisiert. Dieser Dienst steht den Jajah-Kunden seit Februar 2006 zur Verfügung.
Seit Juni 2006 waren Telefonate zwischen Jajah-Teilnehmern kostenlos möglich, seit September 2006 wurden Telefonkonferenzen unterstützt und Jajah-Handy-Clients auf Java-MIDlet- und SymbianOS-Basis zur mobilen Jajah-Nutzung zur Verfügung gestellt.
Jajah ermöglichte preisgünstige VoIP-Telefongespräche an Standorten mit vorhandenem Telefonanschluss, soweit ein Internetzugang zur Gesprächsinitiierung existierte und konnte auch als Call-by-Call-Ersatz für Handys und an fremden Telefonanschlüssen eingesetzt werden.

## Jajah Web
Jajah Web vermittelte Anrufe aus dem traditionellen Festnetz oder Mobilfunknetz über Jajahs Webseite. Der Anrufer (A-Teilnehmer) tippte eine eigene Telefonnummer und die gewünschte Zielrufnummer des B-Teilnehmers in ein Webformular ein, woraufhin der Jajah-Dienst die Verbindung zum A-Teilnehmer aufbaute. Sobald dieser das Telefon abhebt, wurde die Zielrufnummer von Jajah gewählt und die Verbindung zwischen beiden Teilnehmern hergestellt.
Zur Nutzung genügten minimalistische Text-Browser wie Lynx oder Mobile-HTML-Browser und schmalbandige Internetzugänge. Im Gegensatz zum werbefinanzierten Anbieter Peterzahlt konnte die Internetverbindung nach der Eingabe der Rufnummern getrennt werden, was für Nutzer mit Internet-Zeittarif bzw. mit Technologien, die keine gleichzeitige Internet- und Telefonverbindung ermöglichen (Analoganschluss, GSM), vorteilhaft war. Der Jajah-Gesprächsaufbau konnte auch auf einen späteren Zeitpunkt verschoben werden, etwa falls sich das durch den A-Teilnehmer verwendete Telefon nicht am Ort des Internetzugangs befindet, oder bei fest terminierten Anrufen/Konferenzschaltungen oder damit bei einem Analogmodemzugang genug Zeit zum Freigeben der Telefonleitung blieb.

### Kritik
Im Zuge eines 2007 eingeführten automatischen Wahlwiederholungsverfahrens wurden vom Angerufenen nicht entgegengenommene Anrufe dem Anrufer als kostenpflichtige Verbindung in Rechnung gestellt, falls der Anrufversuch nicht nach ungefähr fünf Freitönen abgebrochen wurde. Vergleiche hierzu die SMS-Info-Dienste bei verpassten Anrufen und nicht deaktivierbare Voice-Mailboxen.

## Unternehmensentwicklung
Nach der Gründung 2005 gelang es Jajah, sich mit dem neuartigen Konzept der webbasierten Telefonie als innovatives Unternehmen zu präsentieren, dessen VoIP-Lösung überall anwendbar war, wo ein Internetzugang mit Webbrowser und ein herkömmlicher Telefonanschluss vorhanden war.
Damit wurden rasch namhafte Investoren sowie Personen aus dem Internet-Business gewonnen:
- Oktober 2005: Sequoia Capital
- Februar 2006: ICQ-Gründer Yair
- Mai 2007: Intel[2] und die Deutsche Telekom[3]

Unternehmenssitz wurde Mountain View im Silicon Valley, Niederlassungen bestehen in Luxemburg und Raʿanana in Israel. Jajah hatte im Mai 2007 nach eigenen Angaben ca. drei Millionen Kunden und einen durchschnittlichen monatlichen Kundenumsatz von 6 € (entsprechend einem Jahresumsatz von über 200 Mio. €). Im Dezember 2009 wurde bekannt, dass Jajah für 145 Millionen Euro von Telefónica übernommen wurde.

## Firma
Der Unternehmensname (Firma) wurde, den Unternehmensgründern zufolge, dem Schwirrholz (Bullroarer) entlehnt, einem Musikinstrument der Aborigines, mit dem über große Distanzen kommuniziert werden kann.